# Territoriale indeling van Pará

Pará

De Braziliaanse deelstaat Pará is ingedeeld in 6 mesoregio's, 22 microregio's en 144 gemeenten.

## Mesoregio Baixo Amazonas
3 microregio's, 15 gemeenten

### Microregio Almerim
2 gemeenten:
Almeirim -
Porto de Moz

### Microregio Óbidos
5 gemeenten:
Faro -
Juruti -
Óbidos -
Oriximiná -
Terra Santa

### Microregio Santarém
8 gemeenten:
Alenquer -
Belterra -
Curuá -
Mojuí dos Campos -
Monte Alegre -
Placas -
Prainha -
Santarém

## Mesoregio Marajó
4 microregio's, 27 gemeenten

### Microregio Arari
7 gemeenten:
Cachoeira do Arari -
Chaves -
Muaná -
Ponta de Pedras -
Salvaterra -
Santa Cruz do Arari -
Soure

### Microregio Furos de Breves
5 gemeenten:
Afuá -
Anajás -
Breves -
Curralinho -
São Sebastião da Boa Vista

### Microregio Portel
4 gemeenten:
Bagre -
Gurupá -
Melgaço -
Portel

### Microregio Salgado
11 gemeenten:
Colares -
Curuçá -
Magalhães Barata -
Maracanã -
Marapanim -
Salinópolis -
São Caetano de Odivelas -
São João da Ponta -
São João de Pirabas -
Terra Alta -
Vigia

## Mesoregio Metropolitana de Belém
2 microregio's, 11 gemeenten

### Microregio Belém
6 gemeenten:
Ananindeua -
Barcarena -
Belém -
Benevides -
Marituba -
Santa Bárbara do Pará

### Microregio Castanhal
5 gemeenten:
Bujaru -
Castanhal -
Inhangapi -
Santa Isabel do Pará -
Santo Antônio do Tauá

## Mesoregio Nordeste Paraense
4 microregio's, 38 gemeenten

### Microregio Bragantina
13 gemeenten:
Augusto Corrêa -
Bonito -
Bragança -
Capanema -
Igarapé-Açu -
Nova Timboteua -
Peixe-Boi -
Primavera -
Quatipuru -
Santa Maria do Pará -
Santarém Novo -
São Francisco do Pará -
Tracuateua

### Microregio Cametá
7 gemeenten:
Abaetetuba -
Baião -
Cametá -
Igarapé-Miri -
Limoeiro do Ajuru -
Mocajuba -
Oeiras do Pará

### Microregio Guamá
13 gemeenten:
Aurora do Pará -
Cachoeira do Piriá -
Capitão Poço -
Garrafão do Norte -
Ipixuna do Pará -
Irituia -
Mãe do Rio -
Nova Esperança do Piriá -
Ourém -
Santa Luzia do Pará -
São Domingos do Capim -
São Miguel do Guamá -
Viseu

### Microregio Tomé-Açu
5 gemeenten:
Acará -
Concórdia do Pará -
Moju -
Tailândia -
Tomé-Açu

## Mesoregio Sudeste Paraense
7 microregio's, 39 gemeenten

### Microregio Conceição do Araguaia
4 gemeenten:
Conceição do Araguaia -
Floresta do Araguaia -
Santa Maria das Barreiras -
Santana do Araguaia

### Microregio Marabá
5 gemeenten:
Brejo Grande do Araguaia -
Marabá -
Palestina do Pará -
São Domingos do Araguaia -
São João do Araguaia

### Microregio Paragominas
7 gemeenten:
Abel Figueiredo -
Bom Jesus do Tocantins -
Dom Eliseu -
Goianésia do Pará -
Paragominas -
Rondon do Pará -
Ulianópolis

### Microregio Parauapebas
5 gemeenten:
Água Azul do Norte -
Canaã dos Carajás -
Curionópolis -
Eldorado dos Carajás -
Parauapebas

### Microregio Redenção
7 gemeenten:
Pau D'Arco -
Piçarra -
Redenção -
Rio Maria -
São Geraldo do Araguaia -
Sapucaia -
Xinguara

### Microregio São Félix do Xingu
5 gemeenten:
Bannach -
Cumaru do Norte -
Ourilândia do Norte -
São Félix do Xingu -
Tucumã

### Microregio Tucuruí
6 gemeenten:
Breu Branco -
Itupiranga -
Jacundá -
Nova Ipixuna -
Novo Repartimento -
Tucuruí

## Mesoregio Sudoeste Paraense
2 microregio's, 14 gemeenten

### Microregio Altamira
8 gemeenten:
Altamira -
Anapu -
Brasil Novo -
Medicilândia -
Pacajá -
Senador José Porfírio -
Uruará -
Vitória do Xingu

### Microregio Itaituba
6 gemeenten:
Aveiro -
Itaituba -
Jacareacanga -
Novo Progresso -
Rurópolis -
Trairão
Acre · Alagoas · Amapá · Amazonas · Bahia · Ceará · Espírito Santo · Federaal District · Goiás · Maranhão · Mato Grosso · Mato Grosso do Sul · Minas Gerais · Pará · Paraíba · Paraná · Pernambuco · Piauí · Rio de Janeiro · Rio Grande do Norte · Rio Grande do Sul · Rondônia · Roraima · Santa Catarina · São Paulo · Sergipe · Tocantins